# Pechin
Pechin (親雲上, peechin, aussi peichin) est un terme d'Okinawa qui désigne la classe des fonctionnaires militaires de rang intermédiaire de l'ancien royaume de Ryūkyū (de nos jours Okinawa, au Japon), classe équivalente à celle des samouraïs. Bien qu'initialement culturellement différents, au XIXe siècle, ces fonctionnaires féodaux du royaume des Ryūkyū finissent par s'appeler eux-mêmes samurē.
Au cours des deux cents dernières années de l'existence du royaume de Ryūkyū, une forte pression s'exerce pour rendre les îles Ryūkyū plus japonaises, et peu à peu supplanter la langue, les coutumes et la culture. Les guerriers Ryūkyū, autrefois culturellement distincts, deviennent plus japonais jusqu'au point d'accepter le bushido. Dans les documents japonais du XIXe siècle, il est fréquent de constater que les pechin sont traités comme des samouraïs, et qu'il n'est fait aucune référence à aucune différence culturelle.

## Système de caste d'Okinawa

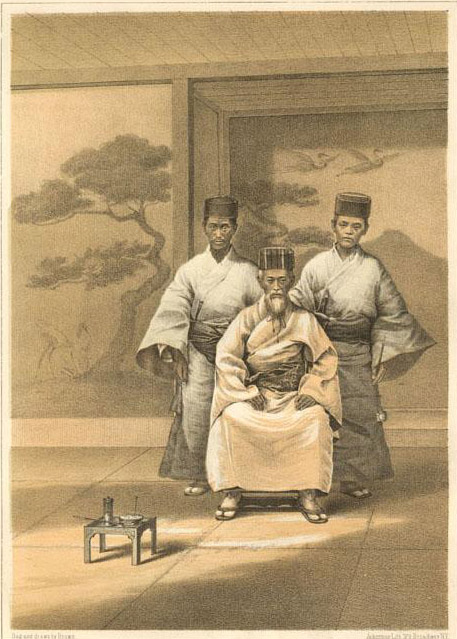
Shō Kōkun, aussi appelé Nakazato Aji Chōki (plus tard Yonashiro Ōji Chōki), 9e chef du Yonashiro Udun.

Les pechin font partie d'un complexe système de castes qui existe à Okinawa depuis des siècles, ils représentent la classe féodale des fonctionnaires lettrés chargée de faire respecter la loi et d'assurer la défense militaire de la nation, le royaume de Ryūkyū. Le rang spécifique d'un samurē est indiqué par la couleur de son chapeau, jaune.
Système de classes d'Okinawa :
- Royauté : famille Shō
  - Oji (王子, Ōji?) : prince
  - Aji ou anji (按司, aji?) : descendant de prince, branche cadette de la maison royale
- Shizoku (士族, ahizoku?) : fonctionnaire lettré
  - Ueekata ou oyakata (親方, ueekata?) : seigneur
  - Pechin (親雲上, peechin?)
    - Pekumi (親雲上, peekumī?) : pechin supérieur
    - Satunushi pechin (里之子親雲上, satunushi peechin?) : pechin du milieu
    - Chikudun pechin (筑登之親雲上, chikudun peechin?) : pechin inférieur

  - Satunushi (里之子, satunushi?) : page supérieur
  - Chikudun (筑登之, chikudun?) : page inférieur
- Heimin (平民, heimin?) : roturiers

La classe pechin est également responsable de l'élaboration et de la formation au style de combat traditionnel, appelé ti (ou te), qui s'est développé en karaté par la suite. Les pechin de Ryūkyū gardent secrètes leurs techniques de combat, ne transmettant d'ordinaire les plus dévastatrices qu'à un seul membre de la famille par génération, d'habitude au fils ainé. Cette classe de fonctionnaires érudits fait partie du système des castes d'Okinawa. Placés dans la classe supérieure, les pechin voyagent souvent avec un serviteur à leurs côtés.
| Statut                                | Résidence     | Titre           | Titre                            | Rang                           | Jīfā (épingle à cheveux) | Hachimachi (chapeau)                            | Titre féodal et propriétés | Titre féodal et propriétés | Foyers, | Pourcentage |
| ------------------------------------- | ------------- | --------------- | -------------------------------- | ------------------------------ | ------------------------ | ----------------------------------------------- | -------------------------- | -------------------------- | ------- | ----------- |
| Royauté                               | Udun (御殿)   | Ōji             | Ōji                              | Mu-hon (suprême)               | Or                       | Cinq couleurs d'or rouge                        | Aji-jitō (magiri)          | Daimyo                     | 2       | 0,002 %     |
| Royauté                               | Udun (御殿)   | Aji             | Aji                              | Mu-hon (suprême)               | Or                       | Cinq couleurs rouge Cinq couleurs jaune         | Aji-jitō (magiri)          | Daimyo                     | 26      | 0,032 %     |
| Shizoku supérieur (samurē) (yukatchu) | Tunchi (殿内) | Uēkata          | Uēkata                           | Shō-ippon (senior 1er rang)    | Or                       | Cinq couleurs violet Cinq couleurs bleue Violet | Sō-jitō (magiri)           | Daimyo                     | 38      | 0,047 %     |
| Shizoku supérieur (samurē) (yukatchu) | Tunchi (殿内) | Uēkata          | Uēkata                           | Ju-ippon (junior 1er rang)     | Or                       | Violet                                          | Sō-jitō (magiri)           | Daimyo                     | 38      | 0,047 %     |
| Shizoku supérieur (samurē) (yukatchu) | Tunchi (殿内) | Uēkata          | Uēkata                           | Shō-nipon (senior 2e rang)     | Or                       | Violet                                          | Sō-jitō (magiri)           | Daimyo                     | 38      | 0,047 %     |
| Shizoku supérieur (samurē) (yukatchu) | Tunchi (殿内) | Uēkata          | Uēkata                           | Ju-nipon (junior 2e rang)      | Or-argent                | Violet                                          | Waki-jitō (village)        | Waki-jitō (village)        | 296     | 0,367 %     |
| Shizoku supérieur (samurē) (yukatchu) | Tunchi (殿内) | Pechin          | Pēkumī ou pechin                 | Shō-sanpon (senior 3e rang)    | Argent                   | Jaune                                           | Waki-jitō (village)        | Waki-jitō (village)        | 296     | 0,367 %     |
| Shizoku supérieur (samurē) (yukatchu) | Tunchi (殿内) | Pechin          | Pēkumī ou pechin                 | Ju-sanpon (junior 3e rang)     | Argent                   | Jaune                                           | Waki-jitō (village)        | Waki-jitō (village)        | 296     | 0,367 %     |
| Shizoku supérieur (samurē) (yukatchu) | Tunchi (殿内) | Pechin          | Pēkumī ou pechin                 | Shō-yonpon (senior 4e rang)    | Argent                   | Jaune                                           | Waki-jitō (village)        | Waki-jitō (village)        | 296     | 0,367 %     |
| Shizoku supérieur (samurē) (yukatchu) | Tunchi (殿内) | Pechin          | Pēkumī ou pechin                 | Ju-yonpon (junior 4e rang)     | Argent                   | Jaune                                           | Sans                       | Sans                       | 20,759  | 25,79 %     |
| Shizoku (samurē) (yukatchu)           | Yā (家)       | Pechin          | Pechin satunushi Pechin chikudun | Shō-gohon (senior 5e rang)     | Argent                   | Jaune                                           | Sans                       | Sans                       | 20,759  | 25,79 %     |
| Shizoku (samurē) (yukatchu)           | Yā (家)       | Pechin          | Pechin satunushi Pechin chikudun | Ju-gohon (junior 5e rang)      | Argent                   | Jaune                                           | Sans                       | Sans                       | 20,759  | 25,79 %     |
| Shizoku (samurē) (yukatchu)           | Yā (家)       | Pechin          | Pechin satunushi Pechin chikudun | Shō-roppon (senior 6e rang)    | Argent                   | Jaune                                           | Sans                       | Sans                       | 20,759  | 25,79 %     |
| Shizoku (samurē) (yukatchu)           | Yā (家)       | Pechin          | Pechin satunushi Pechin chikudun | Ju-roppon (junior 6e rang)     | Argent                   | Jaune                                           | Sans                       | Sans                       | 20,759  | 25,79 %     |
| Shizoku (samurē) (yukatchu)           | Yā (家)       | Pechin          | Pechin satunushi Pechin chikudun | Shō-shichihon (senior 7e rang) | Argent                   | Jaune                                           | Sans                       | Sans                       | 20,759  | 25,79 %     |
| Shizoku (samurē) (yukatchu)           | Yā (家)       | Pechin          | Pechin satunushi Pechin chikudun | Ju-shichihon (junior 7e rang)  | Argent                   | Jaune                                           | Sans                       | Sans                       | 20,759  | 25,79 %     |
| Shizoku (samurē) (yukatchu)           | Yā (家)       | Satunushi       | Satunushi                        | Shō-happon (senior 8e rang)    | Argent                   | Rouge                                           | Sans                       | Sans                       | 20,759  | 25,79 %     |
| Shizoku (samurē) (yukatchu)           | Yā (家)       | Satunushi       | Satunushi                        | Ju-happon (junior 8e rang)     | Argent                   | Rouge                                           | Sans                       | Sans                       | 20,759  | 25,79 %     |
| Shizoku (samurē) (yukatchu)           | Yā (家)       | Chikudun        | Chikudun                         | Shō-kyūhon (senior 9e rang)    | Argent                   | Rouge                                           | Sans                       | Sans                       | 20,759  | 25,79 %     |
| Shizoku (samurē) (yukatchu)           | Yā (家)       | Chikudun        | Chikudun                         | Ju-kyūhon (junior 9e rang)     | Argent                   | Rouge                                           | Sans                       | Sans                       | 20,759  | 25,79 %     |
| Shizoku (samurē) (yukatchu)           | Yā (家)       | Shī (子)        | Shī (子)                         | Sans                           | Cuivre                   | Bleu / Vert                                     | Sans                       | Sans                       | 20,759  | 25,79 %     |
| Shizoku (samurē) (yukatchu)           | Yā (家)       | Niya (仁屋)     |                                  | Sans                           | Cuivre                   | Bleu / Vert                                     | Sans                       | Sans                       | 20,759  | 25,79 %     |
| Heimin                                | Yā (家)       | Hyakushō (百姓) | Hyakushō (百姓)                  | Sans                           | Cuivre jaune             | Sans                                            | Sans                       | Sans                       | 59,326  | 73,71 %     |

## Les lettrés fonctionnaires sans armes de Ryūkyū
Toutes les techniques d'autodéfense sans armes sont d'une grande importance pour eux étant donné l'interdiction des armes à répétition édictée par le roi Ryūkyū et les envahisseurs japonais en provenance de Satsuma. Les armes des pechin sont confisquées une première fois durant le règne du roi Shoshin (1477-1526), qui a unifié Okinawa en un royaume Ryūkyū. La deuxième fois que les pechin sont désarmés a lieu après l'invasion du domaine de Satsuma en 1609, qui interdit le port d'armes par les samurē de Ryūkyū,.
Les pechin de Ryūkyū ne sont pas totalement sans armes malgré tout ; les historiens d'Okinawa ont en effet récupéré des documents qui indiquent que les Satsuma interdisent la possession et la vente d'armes à feu à Okinawa. Cependant, la classe des pechin et celles au-dessus sont autorisées à garder les armes à feu déjà en possession de leur famille.
Toshihiro Oshiro, historien et maître d'arts martiaux d'Okinawa, déclare :

« Il existe des documents qui indiquent qu'en 1613, les Satsuma ont émis des permis permettant aux samurē de Ryūkyū de voyager avec leurs épées personnelles (tachi et wakizashi) pour que les forgerons et les polisseurs de Kagushima au Japon les entretiennent et les réparent. De la délivrance de ces permis, il est logique de déduire qu'il y avait des restrictions limitant aux samurē de Ryūkyū le port leurs armes en public, mais il est également évident que ces armes n'ont pas été confisquées par les Satsuma. »

## Temps difficiles pour lessamurēde Ryūkyū
Indubitablement, la classe des pechin est la plus durement touchée par l'évolution des temps. C'est la seule classe qui n'a pas de place claire dans le monde moderne.
En 1872, le Japon Meiji abolit le royaume de Ryūkyū et crée le domaine de Ryūkyū, puis en 1879, le gouvernement de Meiji abolit ce domaine féodal et instaure la préfecture d'Okinawa.

### Proclamation publique du secrétaire général Matsuda du domaine de Ryūkyū
« Parce que le décret impérial publié au cours de la 8e année (1875) de l'ère Meiji n'a pas été respecté, le gouvernement a été contraint d'abolir le clan féodal. L'ancien seigneur féodal, sa famille et ses proches seront soumis à un traitement princier et les personnes des citoyens, des samurē de Ryūkyū, leurs allocations héréditaires, les biens et les intérêts commerciaux seront traités d'une manière aussi proche que possible des coutumes traditionnelles. Tous les actes de mauvaise administration ainsi que les taxes exorbitantes et les droits perçus sous le régime de l'ancien gouvernement de clan seront probablement redressés après un examen approfondi. Ne soyez pas trompés par des rumeurs irresponsables. Tous êtes invités à poursuivre vos occupations respectives avec tranquillité d'esprit. »

Les seigneurs héréditaires d'Okinawa ou du royaume de Ryūkyū sont fortement opposés à l'annexion complète par le Japon, mais le roi Ryūkyū interdit aux samurē et aristocrates de lutter contre l'annexion. Les Ryūkyū se soumettent au plan d'annexion du Japon et 300 seigneurs, 2 000 familles aristocratiques et le roi sont dépossédés de leur position de pouvoir. Cependant, pour éviter une révolte armée à Okinawa, comme cela s'est produit au Japon, des cérémonies spéciales sont organisées pour les samurē de la classe pechin, cérémonies au cours desquelles où ils sont autorisés à accepter honorablement la défaite et à couper rituellement leurs cheveux (chignon).

### Perte de revenus
À Okinawa, la classe des fonctionnaires lettrés perd une importante source de revenus en 1903, quand la protestation paysanne massive suscite des réformes agraires et l'abolition des taxes paysannes qui financent les samurē de Ryūkyū. Beaucoup d'entre eux se retrouvent devoir révéler leurs techniques secrètes de combat sans armes aux roturiers afin de se procurer des revenus et de garder un niveau de vie correspondant à leur statut.

## Sources
- George H. Kerr, Okinawa: The History of an Island People, Tuttle Publishing, 2000, 592 p.  (ISBN 978-0804820875).
- Shosin Nagamine, The Essence of Okinawan Karate-Do, Tuttle Publishing, 1998, 280 p.  (ISBN 978-0804821100).
- http://web.archive.org/web/20200605052308/http://www.oshirodojo.com/kobudo_sai.html
- « California Martial Arts Institute », sur calmartialarts.com via Internet Archive (consulté le 2 avril 2024)
- « History of Okinawan Karate », sur wonder-okinawa.jp via Wikiwix (consulté le 2 avril 2024)
- « Development  of  Karate », sur wonder-okinawa.jp via Wikiwix (consulté le 2 avril 2024)

## Source de la traduction
- (en) Cet article est partiellement ou en totalité issu de l’article de Wikipédia en anglais intitulé « Pechin » (voir la liste des auteurs).